# カンプス・マルティウス

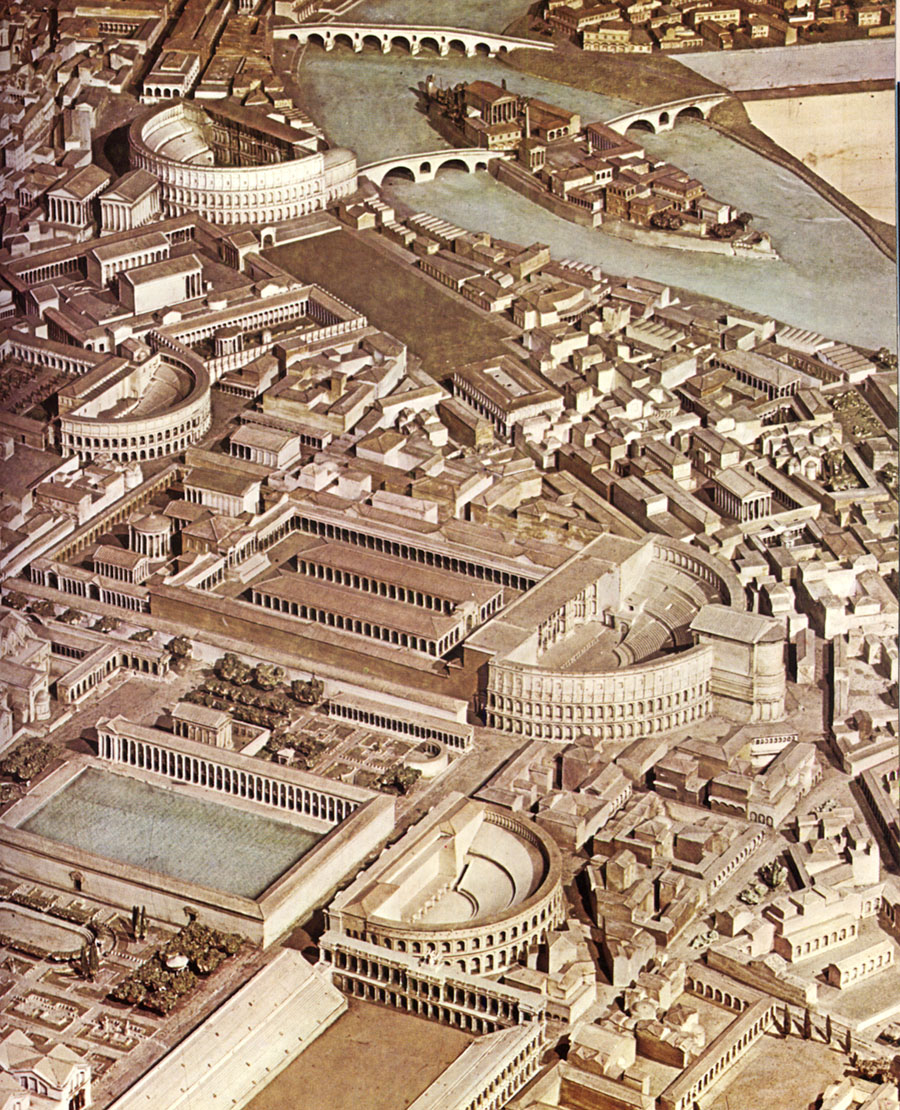
紀元300年ごろのカムプス・マールティウスを再現した模型の一部。上に見えるのがティベリーナ島。

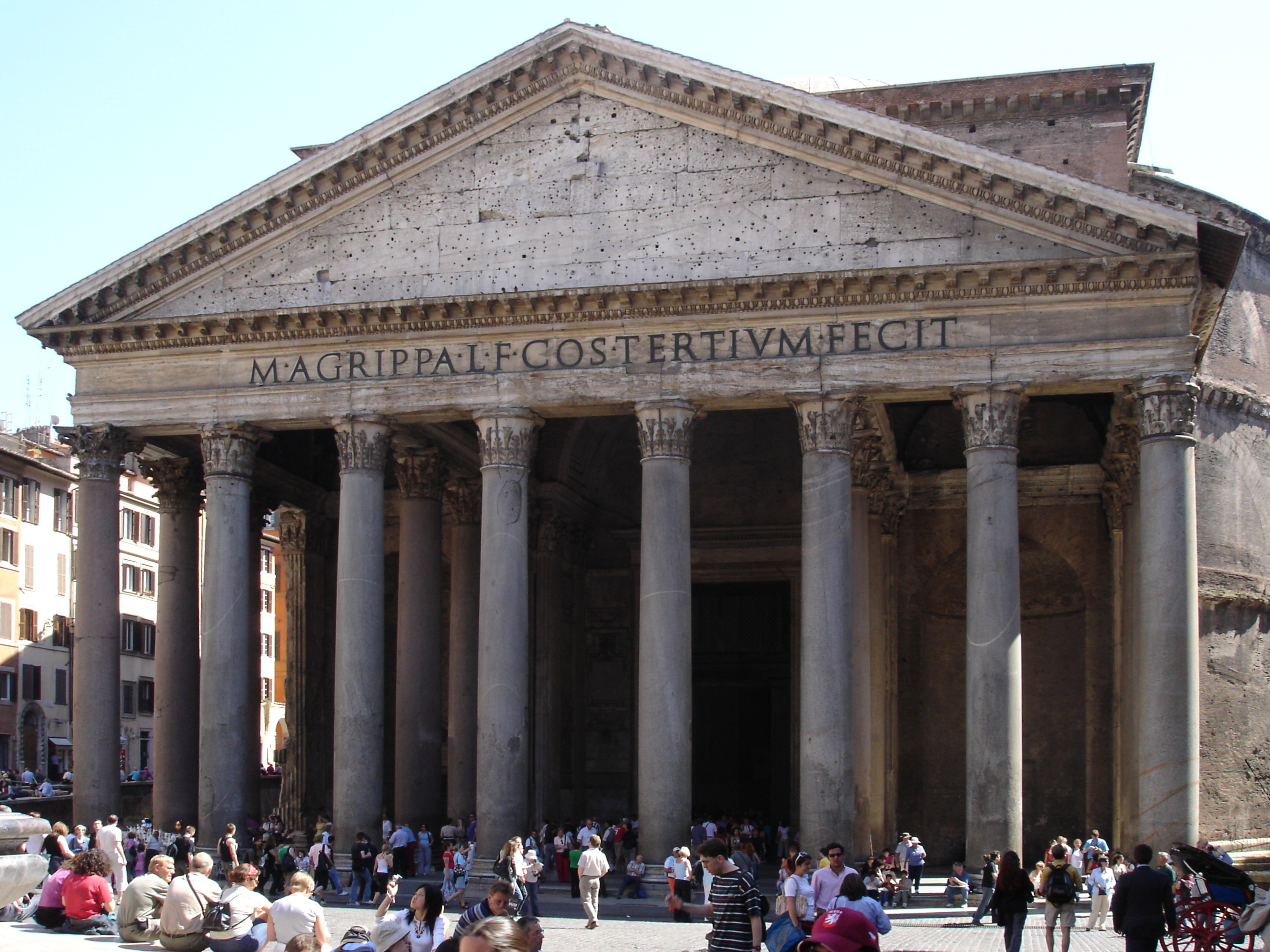
パンテオンは古代ローマ時代からカムプス・マールティウスのランドマークだった。

カンプス・マルティウス（ラテン語: Campus Martius、イタリア語: Campo Marzio）は、古代ローマにあった2平方キロメートルの広さの公共地域。中世期にはローマの中心地だった。ローマの第4リオーネ（区）であるカンポ・マルツィオ (Campo Marzio) は、ほぼ古代のカンプス・マルティウスに相当している。なお、ラテン語 Campus Martius は｢マルスの野｣の意。

## 古代ローマ時代
王政ローマの建国以前、カンプス・マルティウスは西をティベリーナ島付近まで蛇行するテヴェレ川に囲まれ、東をクイリナーレの丘、南東をカンピドリオの丘に囲まれた低地だった。
伝説によると、カンプス・マルティウスはかつて王政ローマ最後の王タルクィニウス・スペルブスが所有する小麦畑だったが、共和政ローマに移行する際の革命の時期に焼かれたという。
ローマが生まれてから1世紀の間、この地域はまだセルウィウス城壁の外だった。馬と羊の放牧地として使われ、ローマ軍がそこで軍事教練を行い、一般市民もローマ軍が残した武器を装備して訓練を行った。このためローマ神話の軍神マールスの祭壇が設けられ、兵士や軍隊と密接に関連付けられた。当初はこの場所で兵士が頻繁に訓練を行っていた。その後、ローマ軍が勝利を収めたときの凱旋式をよく行うようになった。
当時そこは都市の城壁の外だったため、自然に市内に入ることを許されなかった外国の大使と謁見する場となり、外国の宗教儀礼を行うための寺院もそこに建設されていった。
紀元前221年、カンプス・マルティウスの南端のテヴェレ川付近にキルクス・フラミニウスが建設された。戦車競走のための大きな競技場で、ガイウス・フラミニウスの名を冠しており、彼はフラミニウス街道も建設した。
スッラの時代から、共有地だったものを宅地として有力なローマ人に切り売りするようになり、インスラ（集合住宅）やヴィラが建設されていった。その後ケントゥリア民会の開催場所にもなった。紀元前55年、ポンペイウスがカンプス・マルティウスにポンペイウス劇場を建設した。この地域での記念碑的建築物としてはこれが最初の例である。紀元前52年にクリア・オスティリアが焼失すると、この劇場を元老院の議場として使ったこともある。紀元前44年にユリウス・カエサルが殺害されたのもここだった。カンプス・マルティウスは選挙会場としても使われた。ユリウス・カエサルは Saepta（選挙用の建物）をここに建設する計画を立てていたが、後を継いで完成させたのはアウグストゥスだった。

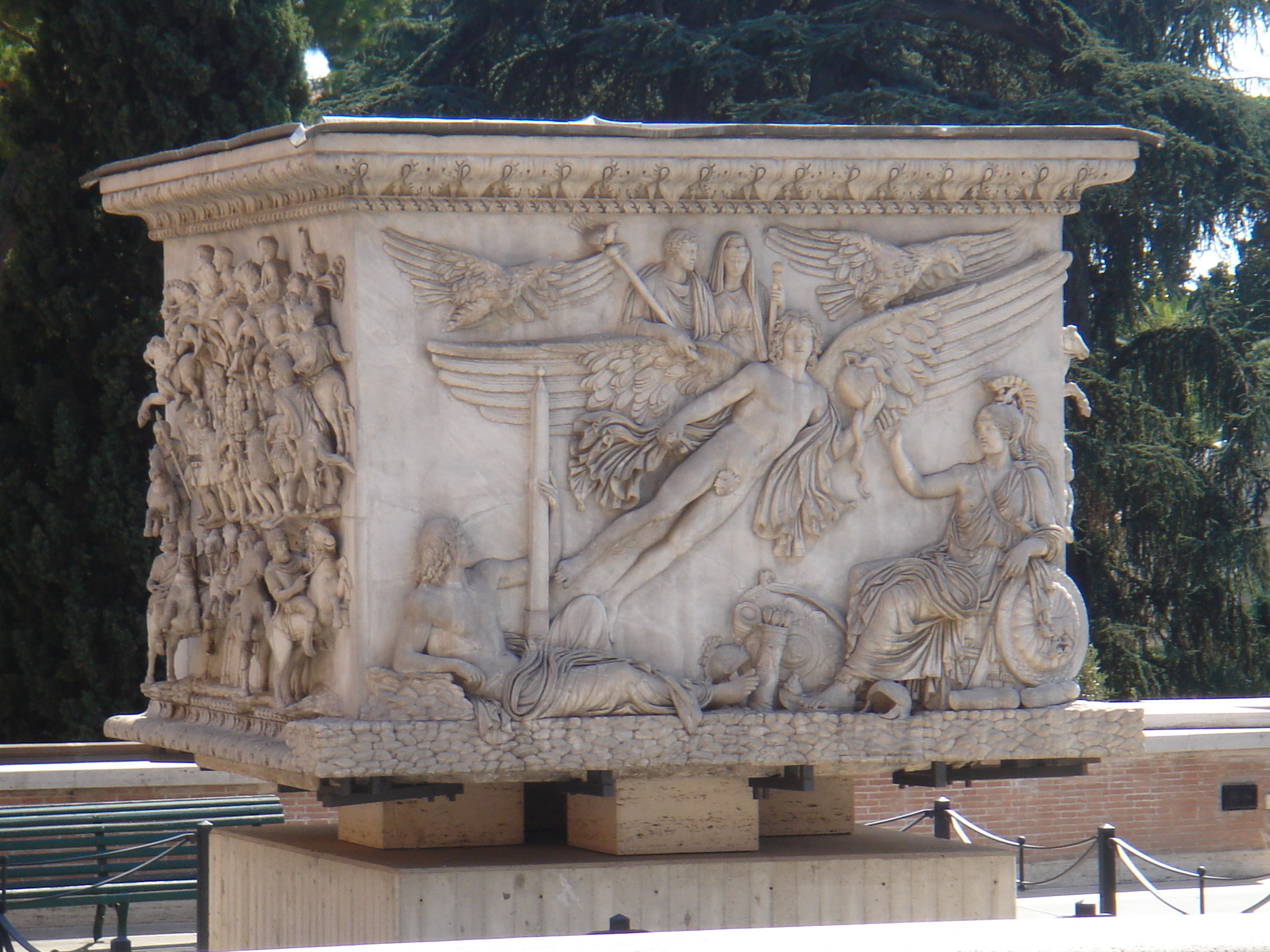
カンプス・マルティウスにあったアントニヌス・ピウスの円柱の基礎部分（バチカン美術館の庭）

ローマ帝国初期のアウグストゥスの時代、カンプス・マルティウスは正式にローマ市内の一部となった。ローマは14の区域に分けられ、カンプス・マルティウスは、東側が第7区域 Via Lata、川に近い部分が第9区域 Circus Flaminius に分割された。
カンプス・マルティウスにはアウグストゥスが確立した平和を記念して元老院によりアラ・パキス（平和の祭壇）も置かれた。これには、アウグストゥスが帝国に安定をもたらしたことを象徴する意図があった。
マルクス・ウィプサニウス・アグリッパは元々湿地だったところをプールと浴場にし、周囲に緑地と寺院を建設してアグリッパ浴場とした。アグリッパは他にも Porticus Argonautarum や有名なパンテオンも建設している（ただし現存するパンテオンは後にハドリアヌスが再建したものである）。紀元前19年にはこれらの建築物（の浴場や噴水）に水を供給するためのヴィルゴ水道を建設した。
カンプス・マルティウスの北部は人があまり住んでおらず、巨大なアウグストゥス廟があった。カンプス・マルティウスの他の建築物としては、マルケッルス劇場、イシスの神殿（カリグラの時代ごろ）、ネロの建設した浴場や橋などがある。
紀元80年に大火があったが、ドミティアヌスが焼失した建築物を再建し、さらに競技場（現在のナヴォーナ広場の位置にあった）とOdeion（小劇場）も建設した。
徐々にカンプス・マルティウスは、寺院、公共建築、サーカス、ポルチコ、浴場、記念碑、円柱、オベリスクなどで占められるようになっていった。しかし、名前にあるマルスを単独で祭った記念碑などは、ローマ帝国後期になっても全く建設されていない。
古い城壁の外にあったカンプス・マルティウスだったが、270年ごろアウレリアヌス城壁で守られるようになった。

## 中世
蛮族がローマ水道を分断したため、ローマの人口は急速に減少し、周囲の丘を捨ててカンプス・マルティウスに集中するようになった。テヴェレ川の水を使えるという利点があったが、常に洪水の危険にもさらされていた。中世になるとバチカンにも川にも近いということで、最も栄えた。川は経済活動を支え、水の供給源としても機能した。バチカンへの巡礼者が継続的に訪れるようになり、この地域に富をもたらした。
ヨーロッパ各地からの巡礼は主にカッシア街道を利用した。この街道はカンプス・マルティウスの北部にあるポポロ広場を通ってローマ市内に入っている。カッシア街道は、ヴィテルボ、シェンナ、フィレンツェをローマと繋いでおり、中世には最重要の道路だった。
もう1つ北に向かう街道としてアウレリア街道があるが、中世のころはマラリアの危険があり、安全とは言えなかった。これはマレンマ低地の海岸付近の湖に近い危険な沼（オルベテッロの潟、カパルビオの湖、他の砂州など）の近くを通っていたためである。また、海の近くを通っていたため、海賊に襲われる危険性が高かった。アウレリア街道沿いの町はイスラム教徒のサラセン人の海賊が住み着き、人攫いや略奪が横行していた。
その地方の重要性が増したため、歴代のローマ教皇はその状況を改善しようとした。1513年から1521年、レオ10世はポポロ広場からバチカンまでを繋ぐ道を建設させた。この道は当初レオ10世にちなんで「レオニーナ通り (Via Leonina)」と呼ばれたが、後に「リペッタ通り (Via de Ripetta)」と呼ばれるようになった（リペッタはテヴェレ川の船着場）。また衛生状態を改善するため、古代ローマの水道の一部を復旧して使えるようにした。
ローマの人口は中世の間にかなり増え、カンプス・マルティウスは様々な文化が入り混じった場所となって、外国人も多く住むようになった。1555年、パウルス4世はカンプス・マルティウスの南部の一角をユダヤ人町（ゲットー）と定めた。

## 近代
ルネサンス以後、ローマの他の地域と同様、カンプス・マルティウスはあまり変化しなかった。大きな建築プロジェクトもなく、人口も減少に転じた。1870年、ローマがイタリア王国の首都に定められると人口が再び増加し始めた。以前にも増してカンプス・マルティウス地区は人が増え、テヴェレ川の氾濫を防ぐために堤防が築かれた。しかし高い堤防を築いたため、リペッタの船着場は事実上使えなくなり、川まで続いていた小さな通りも遮られ、川縁に建っていた建物も取り壊された。